# Băiașa
Băiașa – wieś w Rumunii, w okręgu Vâlcea, w gminie Roești. W 2011 roku liczyła 165 mieszkańców.